# Detlef Ehlebracht
Detlef Ehlebracht (* 26. Dezember 1962 in Hamburg) ist ein deutscher Politiker (parteilos; zuvor AfD). Er gehörte von 2015 bis 2025 der Hamburgischen Bürgerschaft an.

## Berufliches
Ehlebracht ist Fachinformatiker und arbeitete als IT-Mitarbeiter bis zum Frühjahr 2020 für das Unternehmen tesa SE.

## Politische Karriere
Ehlebracht war Schriftführer im Landesvorstand der AfD Hamburg. Nach dem Bundesparteitag im Juli 2015 traten der Landesvorsitzende Jörn Kruse, Ehlebracht und der Schatzmeister Walter Strack gemeinsam von ihren Posten zurück. Bis zur Neuwahl des Landesvorstandes auf einem Sonderparteitag im Oktober 2015 blieben sie kommissarisch im Amt.
Ehlebracht wurde bei der Bürgerschaftswahl in Hamburg 2015 in die Hamburgische Bürgerschaft gewählt. Am 25. März 2015 wurde er im zweiten Wahlgang zu einem von sechs Vizepräsidenten der Bürgerschaft gewählt: Mit 61 von 116 Stimmen erhielt er genau die benötigte Mehrheit der 121 Abgeordneten; das Amt hatte er bis zum 1. April 2020 inne.
Bei der Bürgerschaftswahl 2020 zog Ehlebracht erneut für die AfD in die Hamburgische Bürgerschaft ein. Am 30. November 2020 trat er – aus persönlichen Gründen – aus der Partei und Fraktion aus. Seither gehörte er dem Landesparlament als fraktionsloser Abgeordneter an. Im Oktober 2023 wurde Ehlebracht wieder Mitglied der AfD-Fraktion. Bei der Bürgerschaftswahl 2025 kandidierte er nicht erneut.